# Włodzimierz Denysenko
Włodzimierz Denysenko (ur. 25 maja 1931 w Chorzowie, zm. 10 września 2019 w Warszawie) – polski śpiewak operowy; bas-baryton, solista Teatru Wielkiego w Warszawie w latach 1965–1984.

## Życiorys
Włodzimierz Denysenko

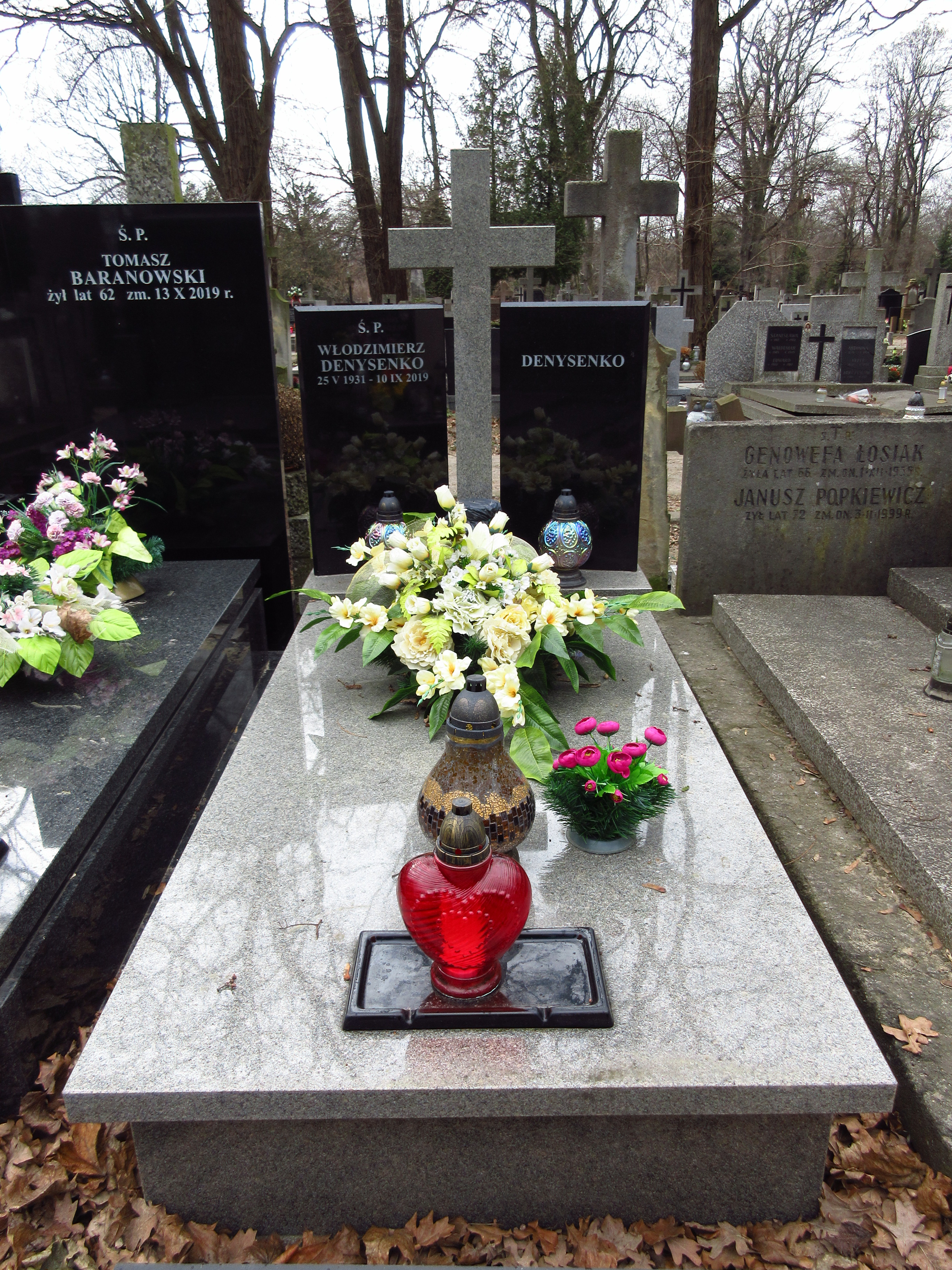
Grób Włodzimierza Denysenki na cmentarzu Bródnowskim

rozpoczął edukację muzyczną od prywatnych lekcji śpiewu u prof. Marii Kuźmickiej, Jadwigi Reiss oraz u śpiewaka i pedagoga Wacława Brzezińskiego. Zadebiutował na scenie Opery Wrocławskiej w roku 1950. Śpiewał wówczas niewielki epizod Bojara w operze Rimskiego-Korsakowa Złoty Kogucik. Później było roczne studio operowe w Warszawie, kierowane przez Jerzego Merunowicza i jednocześnie występy w Operze Warszawskiej.
W roku 1952 Włodzimierz Denysenko zaangażował się jako solista do Opery Śląskiej w Bytomiu, gdzie pracował z polskimi śpiewakami: Krystyną Szczepańską, Bogdanem Paprockim, Andrzejem Hiolskim nad partiami operowymi w Carmen Bizeta, Zbigniew w Strasznym Dworze Moniuszki, Figaro w Weselu Figara Mozarta, Mefisto w Fauście Gunoda i innych ról.
W latach 1960–1965 Denysenko współpracował z Operą we Wrocławiu, gdzie rozszerzał swój repertuar. Z tego okresu pochodzą między innymi role: kardynała Brogni w Żydówce Halevy’ego, Scarpia w Tosce Pucciniego, Profesora Marso w Teodorze – Gentelmenie Szeligowskiego, Mefista w Fauście Gounoda, Makbeta w Makbet Verdiego.
Od roku 1965 Włodzimierz Denysenko był solistą Teatru Wielkiego w Warszawie, gdzie śpiewał partie basowo-barytonowe w takich pozycjach bieżącego repertuaru jak: Figaro w Weselu Figara W.A Mozarta, Mefisto w Fauście Ch. Gunoda, Borysa Godunowa w Borysie Godunowie M. Musorgskiego, Borynę w Chłopach W. Rudzińskiego, Scarpia w Tosce Giacoma Pucciniego, Zbigniewa w Strasznym Dworze S. Moniuszki. Ogółem w Operze Warszawskiej zaśpiewał 822 wystawień.
Artysta posiadał w repertuarze około 40 ról operowych, partie bas – barytonowe w muzyce oratoryjnej oraz pieśni, które wykonywał na koncertach symfonicznych. Ma również w dorobku nagrania archiwalne i płytowe, m.in.  Faust Gunoda,  Jutrznia Krzysztofa Pendereckiego, Eros Psyche Ludomira Różyckiego wydane przez Polskie Nagrania. Występował gościnnie w USA, ZSRR (teraz Rosja), Rumunii, Czechosłowacji, Niemieckiej Republice Demokratycznej, Republice Federalnej Niemiec, Turcji, Szwecji.
29 stycznia 1980 roku w Teatrze Wielkim Włodzimierz Denysenko obchodził jubileusz 30 lat pracy artystycznej, podczas którego śpiewał rolę Cara Borysa w operze M. Musorgskiego Borys Godunow.
Po 30 latach pracy artystycznej wycofał się z życia artystycznego. Pochowany na cmentarzu Bródnowskim (kwatera 21C-5-11).

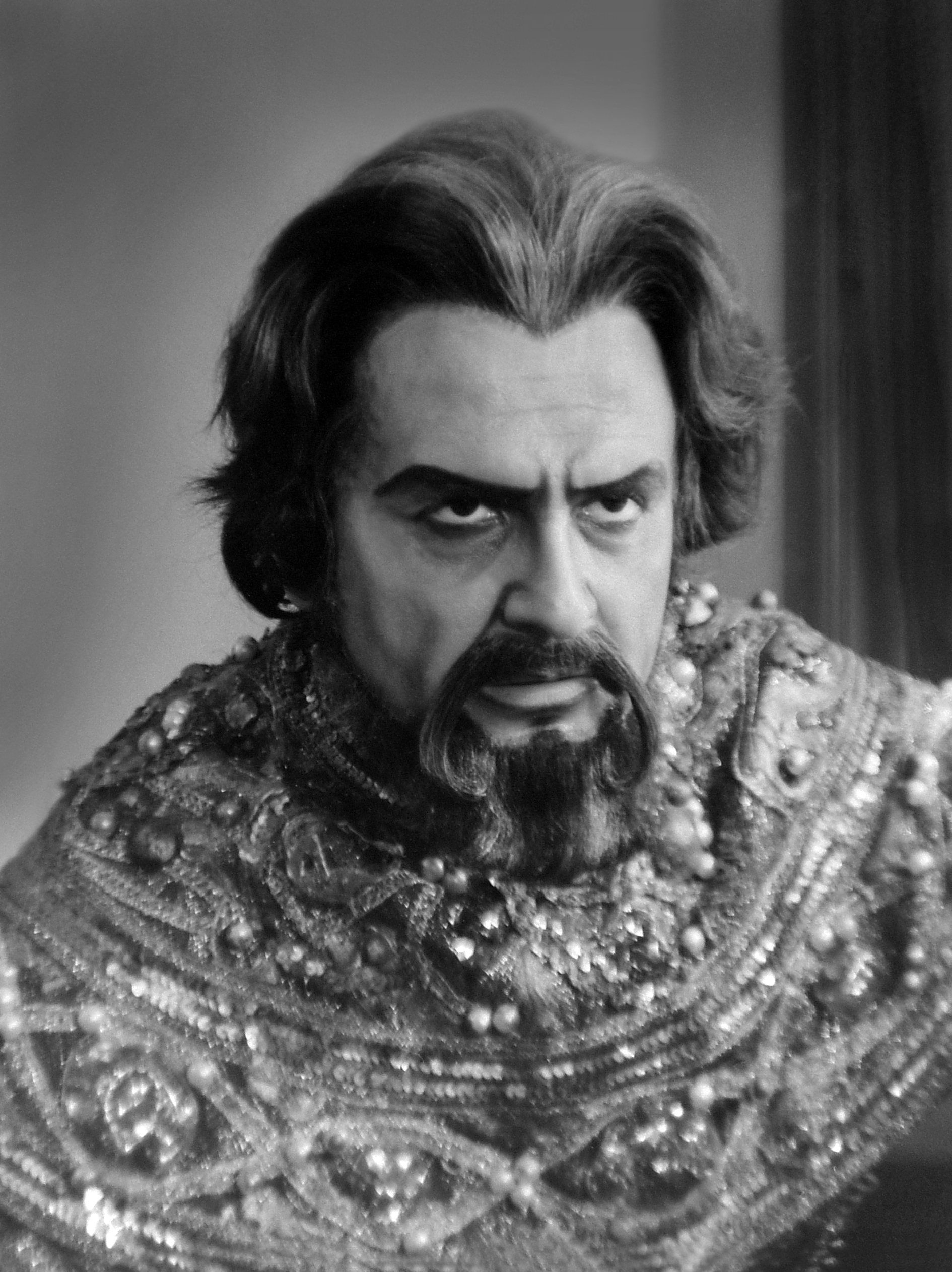
W. Denysenko – Borys Godunow (1972)
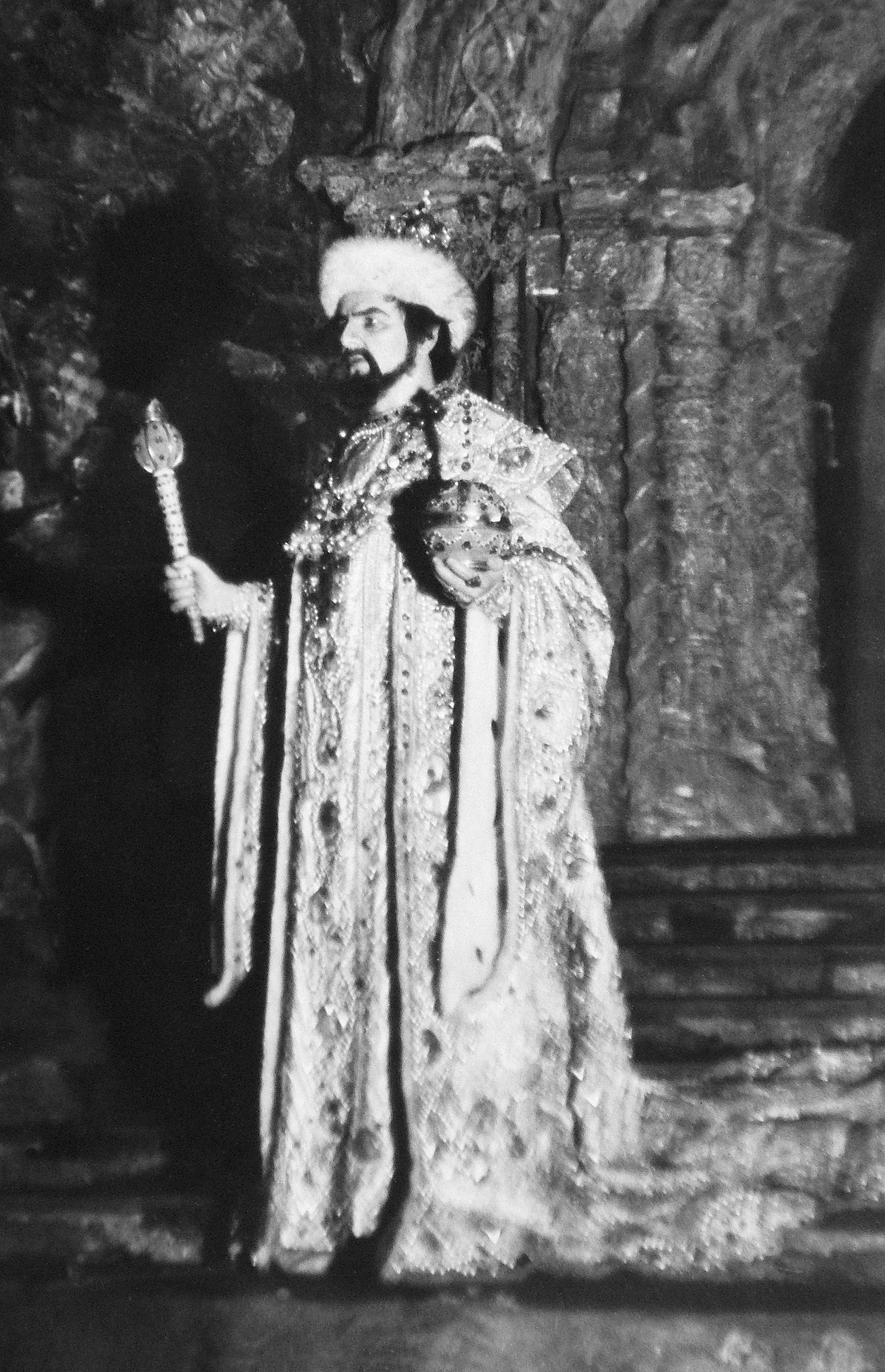
W. Denysenko – Borys Godunow (1972)
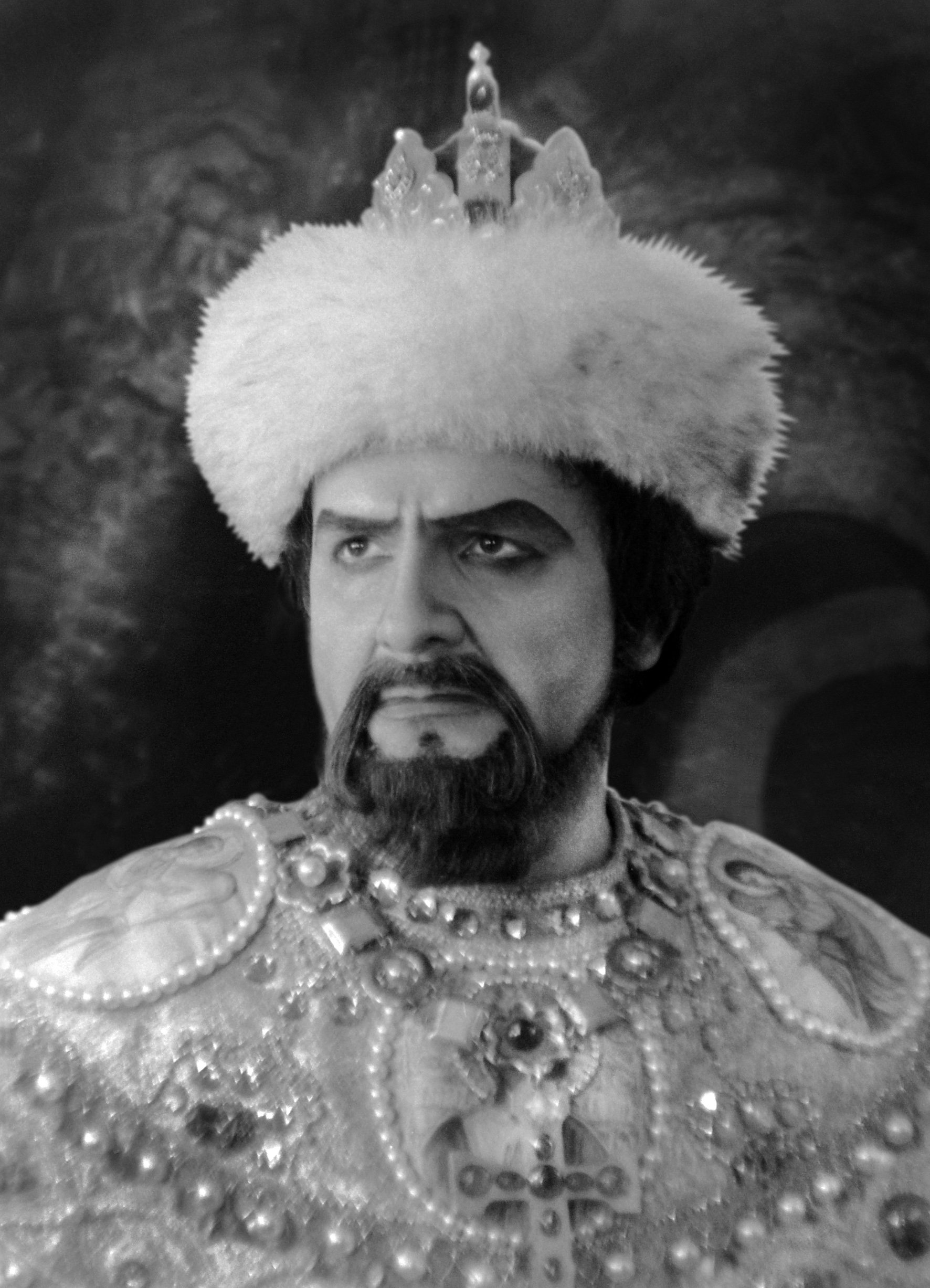
W. Denysenko – Borys Godunow (1972)
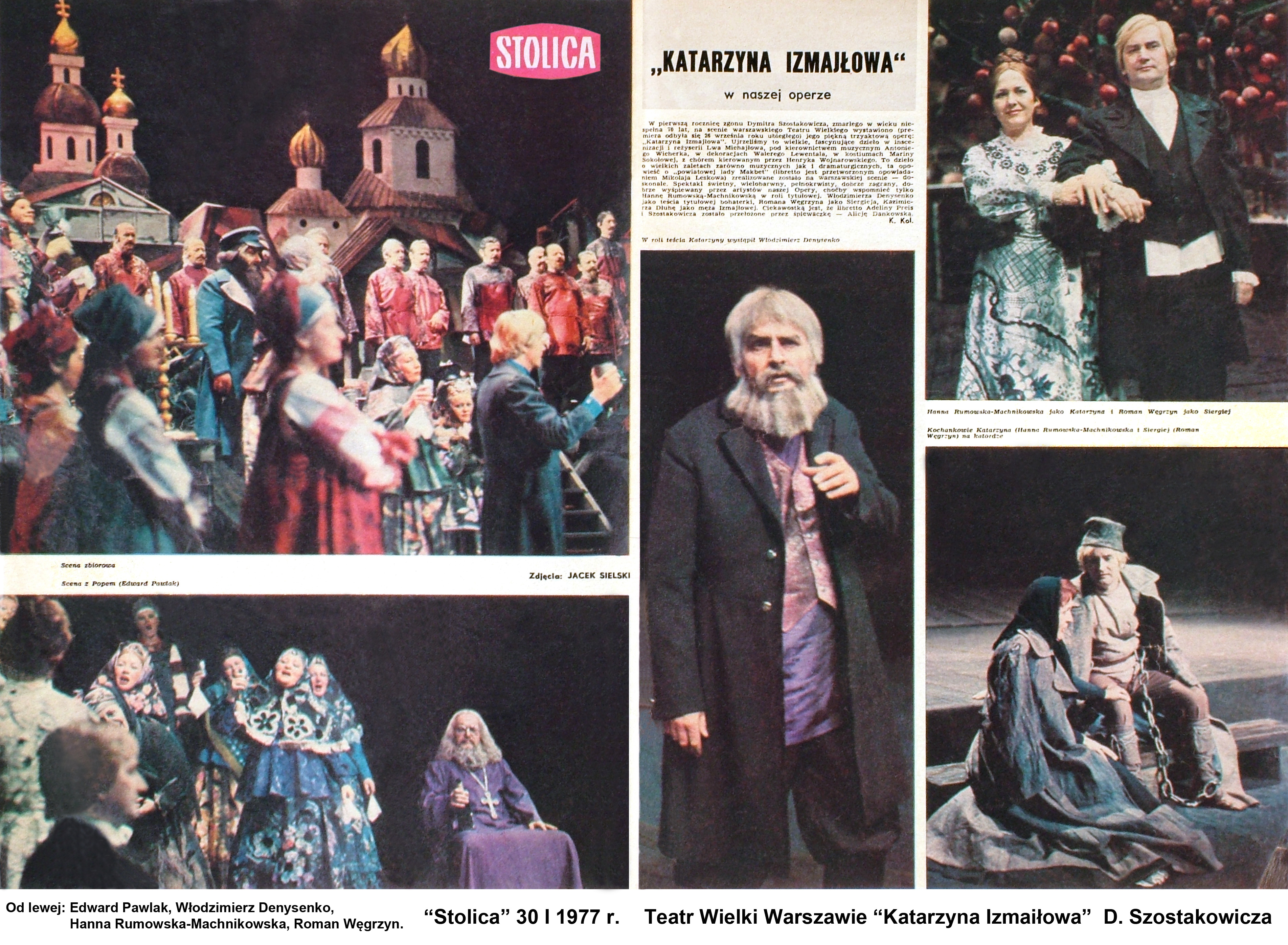
W. Denysenko (pod tekstem),Teatr Wielki w Warszawie „Katarzyna Izmaiłowa” („Stolica” 30.01.1974)